# Mielagėnai
Mielagėnai (ryska: Мелагенай) är en ort i Litauen. Den ligger i den östra delen av landet, 100 km nordost om huvudstaden Vilnius. Mielagėnai ligger 135 meter över havet och antalet invånare är 286.
Terrängen runt Mielagėnai är huvudsakligen platt. Mielagėnai ligger nere i en dal. Runt Mielagėnai är det glesbefolkat, med 20 invånare per kvadratkilometer. Närmaste större samhälle är Didžiasalis, 17,4 km nordost om Mielagėnai. Omgivningarna runt Mielagėnai är en mosaik av jordbruksmark och naturlig växtlighet.